# Спонтанний порядок
Спонтанний порядок (англ. Spontaneous order), стихійний порядок, який також називають самоорганізацією у природничих науках (англ. Hard sciences), — це спонтанне виникнення порядку з зовнішнього хаосу. Це процес у соціальних мережах, включаючи економіку, хоча термін «самоорганізація» частіше використовується для фізичних змін та біологічних процесів, тоді як «спонтанний порядок» зазвичай використовується для опису виникнення різних видів соціальних порядків із комбінації само-зацікавлених індивідуумів, які навмисно не намагаються створити порядок шляхом планування. Еволюція життя на Землі, мова, кристалічна структура, Інтернет та вільна ринкова економіка можна навести як приклади систем, які розвивалися шляхом стихійного порядку. 
Спонтанні порядки слід відрізняти від організацій. Спонтанні порядки відрізняються тим, що є безмасштабними мережами, тоді як організації — ієрархічними мережами. Крім того, організації можуть бути і часто є частиною стихійних соціальних порядків, але зворотна логіка не вірна. Крім того, в той час як організації створюються і контролюються людьми, спонтанні порядки ніхто не створює, ними ніхто не управляє і вони не є підконтрольними. В економіці та соціальних науках стихійний порядок визначається як «результат людських дій, а не людського задуму». 
Спонтанний порядок — це рівноважна поведінка між зацікавленими індивідами, яка, швидше за все, розвивається та виживає, підкоряючись природному процесу відбору «виживання найбільш підходящих» (англ. Survival of the likeliest). 

## Історія
За словами Мюррея Ротбарда, Чжуанцзі (369—286 рр. до н.е.) першим розробив ідею стихійного порядку. Філософ відкинув авторитаризм конфуціанства, написавши, що «там було таке поняття, як залишити людство в спокої; ніколи не було такого, як керувати людством [з успіхом]». Він сформулював ранню форму стихійного порядку, стверджуючи, що «хороший порядок виникає спонтанно, коли речі не говорять», концепція, пізніше «розроблена особливо Прудоном у ХІХ ст.». 
Мислителі шотландського Просвітництва першими серйозно розробили і розібралися в ідеї ринку як стихійного порядку. У 1767 році соціолог та історик Адам Фергюсон описав явище стихійного порядку в суспільстві як «результат людських дій, але не виконання будь-якої людської задумки». Адам Сміт (1723—1790) виклав економічну філософію «очевидної і простої системи природної свободи», що знайшло відображення в його найвідомішій роботі «Дослідження про природу і причини багатства народів», саме його ідея «невидимої руки ринку» й досі є найбільш яскравим образом для опису ідеї ринкового самовпорядкування.  
Григорій Сковорода так описував здатність природних систем до самоорганізації: «Яблуню не вчи родити яблука: вже сама природа її навчила. Огороди тільки її від свиней, обріж вовчці, очисти від гусені, відверни спрямовану на корінь її урину і таке інше.»
Австрійська школа економіки на чолі з Карлом Менгером, Людвігом фон Мізесом та Фрідріхом Гаєком пізніше вдосконалила концепцію спонтанних порядків та зробила її центральною у своїй соціально-економічній думці. 
Відомий популяризатор ідей австрійської школи Джин Келлахан (Gene Callahan) у вступі до своєї найвідомішої книги «Економіка для звичайних людей» («Economics for Real People») зазначає: «Існування окремої науки економіки веде свій початок від відкриття, що у взаємодії людей у суспільстві існує передбачувана регулярність, й виникла вона сама по собі, а не в результаті чийогось замислу. Натяк на таку регулярність, яка якісно відрізняється як від механічної регулярності фізичного всесвіту, так й від усвідомлених планів конкретного індивідууму, містився в ідеї спонтанного порядку вже за першої її появи у західній науковій свідомості».

## Приклади

### Ринки
Багато класичних економічних лібералів, такі як Фрідріх Гаєк, стверджували, що ринкова економіка — це стихійний порядок, «більш ефективний розподіл суспільних ресурсів, ніж будь-який дизайн може досягти».  Вони стверджують, що цей стихійний порядок (згаданий як розширений порядок у «Згубній самовпевненості» Ф. Гаєка) перевершує будь-який порядок, який може створити людський розум через специфіку необхідної інформації.  Централізовані статистичні дані не можуть передати цю інформацію, оскільки статистика створюється шляхом абстрагування деталей ситуації. 
В умовах ринкової економіки ціна — це сукупність інформації, отриманої тоді, коли люди, які володіють ресурсами, можуть вільно користуватися своїми індивідуальними знаннями . Тоді ціна дозволяє кожному, хто торгує товаром або його замінниками, приймати рішення на основі більшої кількості інформації, ніж він або вона особисто міг отримати, інформації, яка статистично не передається централізованому органу. Втручання центрального органу, яке впливає на ціну, матиме наслідки, які вони не могли передбачити, оскільки не знають усіх деталей, що стосуються цього. 
За словами Нормана Баррі, це пояснюється концепцією невидимої руки, запропонованою Адамом Смітом у «Багатстві народів» .  Таким чином, за цим поглядом, діючи на інформацію з більшою деталізацією та точністю, ніж це можливо для будь-якого централізованого органу влади, створюється більш ефективна економіка на благо цілого суспільства. 
Констатацією спонтанного порядку ринку, яка здивувала Фредеріка Бастіа, очевидно є його фраза «Париж нагодований!», яку він вигукнув, усвідомивши, що продукти в Париж доставляються селянами у необхідній кількості і у потрібний час без централізованої координації. 

Лоренс Рід, президент Фонду економічної освіти, описує стихійний порядок так: 
 Стихійний порядок — це те, що відбувається, коли ти залишаєш людей у спокої — коли підприємці ... бачать бажання людей ... і потім забезпечують їх. Вони реагують на ринкові сигнали, на ціни. Ціни говорять їм, що потрібно і як терміново і де. І це нескінченно краще і продуктивніше, ніж покладатися на жменьку еліт у якійсь далекій бюрократії.  

### Дослідження ігор
Поняття стихійного порядку тісно пов'язане із сучасними ігровими дослідженнями. Ще в 40-х роках історик Йохан Хуїзінга писав, що «у міфі та ритуалі великі інстинктивні сили цивілізованого життя мають своє походження: закон і порядок, торгівля та прибуток, ремесло та мистецтво, поезія, мудрість та наука. Всі вони кореняться у первозданний ґрунт гри». Слідкуючи за цим у своїй книзі «Фатальна концепція», Хайєк помітно писав, що «гра справді є явним прикладом процесу, коли дотримання загальних правил елементів, що переслідують різні та навіть суперечливі цілі, призводить до загального порядку». 

### Анархізм
Анархісти стверджують, що держава насправді є штучним творінням правлячої еліти і що справжній стихійний порядок виникне, якби її ліквідували. Побудований деякими, але не всіма, як введення організації в анархістський закон . На думку анархістів, такий стихійний порядок передбачав би добровільну співпрацю людей. Відповідно до Оксфордського соціологічного словника, «робота багатьох символічних інтерактивістів значною мірою сумісна з анархістським баченням, оскільки містить у собі погляд на суспільство як на стихійний порядок». 

### Соборність
Концепцію стихійного порядку можна побачити також у творах російських слов'янофільських рухів та конкретно у творчості Федора Достоєвського . Поняття органічного соціального прояву як поняття в Росії виражається під ідеєю соборності. Соборність також використовувалася Левом Толстим як основа ідеології християнського анархізму. Концепція була використана для опису об'єднувальної сили селянина чи кріпака на Ошчині в дорадянській Росії. 

## Останні розробки

### Фрідріх Гаєк
Мабуть, найвідоміший теоретик соціальних стихійних порядків — Фрідріх Гаєк. У доповнення до аргументації того, що економіка є спонтанним порядком, який він назвав каталактикою (catallaxy), він стверджував, що загальний закон  і мозок  також є типами спонтанних порядків. 

### Майкл Поланьї
У «Республіці науки»  Майкл Поланьї також стверджував, що наука — це стихійний порядок, теорія, яку далі розробили Білл Бутос та Томас МакКуаде у різних працях. Гус ДіЗерега стверджував, що демократія є формою правління стихійного порядку 

### Релігія, художня та літературна продукція
Девід Еммануель Андерссон стверджував, що релігія в таких місцях, як США, є стихійним порядком , а Трой Кемплін стверджує, що художня та літературна продукція — це стихійні порядки: «Не існує ніякого спеціального класу художників — у широкому сенсі, кожний може стати художником. Таким чином, існує свобода входу і виходу. Більше того, аудиторія мистецтв сьогодні як ніколи величезна. Загальна грамотність робить художню літературу і поезію доступною майже для усіх, а радіо, телебачення і кіно забезпечують повсякмісну і постійну доступність музичного і драматичного мистецтва. Не дивлячись на усе це, щоб бути визнаним у якості виключного, витвір мистецтва має бути створений митцем у відповідності з певними правилами, які вироблені і виробляються за допомогою зворотного зв'язку з аудиторією» .

### Леонард Рід
Леонард Рід, засновник Фонду економічної освіти (FEE), у своїй статті «Я, Олівець!» так описує виникнення спонтанного порядку або дію невидимої руки ринку: «Існує більш приголомшливий факт: відсутність єдиного повелителя, будь кого, хто б диктував або примусово керував всіма цими діями, що створюють мене. Неможливо знайти жодних ознак цієї людини. Натомість, ми з'ясовуємо, що тут діє Невидима рука. Урок, який я хочу вам надати, полягає у наступному: Не стримуйте жодні творчі ідеї. Просто організуйте діяльність суспільства в гармонії з цим уроком. Дозвольте законотворчому апарату суспільства усунути будь-які перешкоди. Дозвольте вільно рухатись та розвиватись цим творчим ноу-хау. Вірте, що вільні чоловіки та жінки підкоряться Невидимій руці. І ця віра виправдає себе.»

### Пол Хейне
Автор популярного курсу з економіки «Економічний спосіб мислення» (The Economic Way of Thinking) Пол Хейне (Paul Theodore Heyne) вдало використовує приклад дорожнього руху для ілюстрації виникнення спонтанного порядку в економіці: «Тисячі людей зранку, близько восьмої, виходять з дому, сідають у свої автомобілі і їдуть на роботу. Вони обирають маршрути без попереднього узгодження. Водійська майстерність у них різниться, не однаковим є відношення до ризику, не збігаються й уявлення про правила ввічливості. Коли ця множина автомобілів різноманітних форм і розмірів вливається у сплетення автомагістралей, яка утворює свого роду кровеносну систему міста, до них приєднується ще більш різнорідний потік, який складають вантажівкі, автобуси, мотоцикли, таксі. Усі водії прагнуть досягти різних цілей, думаючи виключно про власні інтереси, при чому не через егоїзм, а лише тому, що їм нічого не відомо про цілі одне одного. Кожний з них знає про інших лише те, що бачить: місцезнаходження, напрям і швидкість невеликої й до того ж постійно мінливої групи транспортних засобів у його безпосередньому оточенні. До цієї інформації він може додати важливе припущення, що інші водії бажають уникнути аварії так само, як й він. Ну, й, мається на увазі, є загальні правила, яким, очевидно, підкорюється кожний водій: такі, як зупинка на червоне світло і дотримання обмежень швидкості. Це схоже на опис інструкцій із створення хаосу. Й мало б згодом призвести до купи покривленого металу. Замість цього виникає добре скоординований потік.» 

### Пол Кругман
Пол Кругман теж зробив внесок у теорію стихійного порядку в своїй книзі «Самоорганізуюча економіка»  в якій він стверджує, що міста є системами, які самоорганізуються. Теза про достовірність говорить про те, що довіра до соціальних інститутів є рушійним фактором ендогенної самоорганізації інститутів та їх наполегливості . 
Змагання між величезною кількістю зацікавлених осіб призведуть до багатьох можливих розподілів доходів. Серед усіх можливих розподілів доходів експоненціальний розподіл доходу відбуватиметься з найбільшою ймовірністю. Після природного відбору процес «виживання найбільш імовірних», експоненціальний розподіл доходу, швидше за все, розвинеться і виживе, і тому називається «Спонтанним порядком» Тао.  Аналізуючи набір даних про доходи домогосподарств з 66 країн та ГБК Гонконгу, починаючи від Європи до Латинської Америки, Північної Америки та Азії, Дао та ін визначили, що для всіх цих країн розподіл доходів для більшості населення (низький та середній доходи) слід експоненційний розподіл доходу. 